# Coco Miller
Colleen Mary „Coco” Miller (ur. 6 września 1978 w Rochester) – amerykańska koszykarka grająca na pozycji rozgrywającej.
Jej siostra bliźniaczka Kelly była także zawodową koszykarką. Występowały wspólnie w drużynie akademickiej Georgia Lady Bulldogs oraz zespołach Birmingham Power (NWBL), Fenerbahçe, Lattes-Maurin Montpellier, Samsun, Atlanta Dream. Wcześniej zdobyły wspólnie mistrzostwo szkół średnich stanu Minnesota (1997), uzyskując rezultat 27–0.

## Osiągnięcia
Na podstawie, o ile nie zaznaczono inaczej.
NCAA
- Uczestniczka:
  - NCAA Final Four (1999)
  - turnieju NCAA (1998–2001)
- Mistrzyni:
  - turnieju konferencji Southeastern (SEC – 2001)
  - sezonu regularnego konferencji SEC (2000, 2001)
- Laureatka James E. Sullivan Award (1999)
- Zaliczona do:
  - IV składu All-American (2001 przez  Women's Basketball Journal)[4]
  - I składu SEC (1999, 2001)
  - II składu SEC (1998, 2000)
  - Circle of Honor Georgia Lady Bulldogs (2016)[5]

WNBA
- Wicemistrzyni WNBA (2010, 2011)
- Największy Postęp WNBA (2002)
- Zwyciężczyni konkursu NBA Shooting Stars (2011)

Drużynowe
- Mistrzyni Turcji (2004)
- Brązowa medalistka mistrzostw Turcji (2003)
- Zdobywczyni pucharu:
  - Turcji (2004)
  - Prezydenta Turcji (2004)

Reprezentacja
- Wicemistrzyni uniwersjady (1999)[6]